# Trójpański Kamień
Trójpański Kamień (cz. Třípanský kámen, niem.  Dreiherrenstein) – historyczny kamień graniczny w Sudetach Środkowych w Górach Kamiennych w paśmie Gór Suchych.
Jest to kamień graniczny w kształcie trójbocznego ostrosłupa z piaskowca, stojący na zachodnim zboczu Leszczyńca (736 m n.p.m.) na granicy polsko-czeskiej, który w 1732 postawiono na styku dawnych granic: Czech, Śląska i Hrabstwa kłodzkiego. Na jego ścianach znajdują się nieco zatarte herby i inicjały właścicieli stykających się w tym miejscu dóbr: MGVH (Maxa Grafa Von Hochberga z Książa), JBVS (Josepha Barona Von Stiellfrieda z Nowej Rudy) oraz OAB (Ohtmara Abbas Braunensis opata Zinke z klasztoru benedyktynów w Broumovie). W różnych miejscach słupa wykuto też wtórnie kilka dat (późniejszych rozgraniczeń?) i innych liczb (numery słupków granicznych?), a nawet znak triangulacyjny.

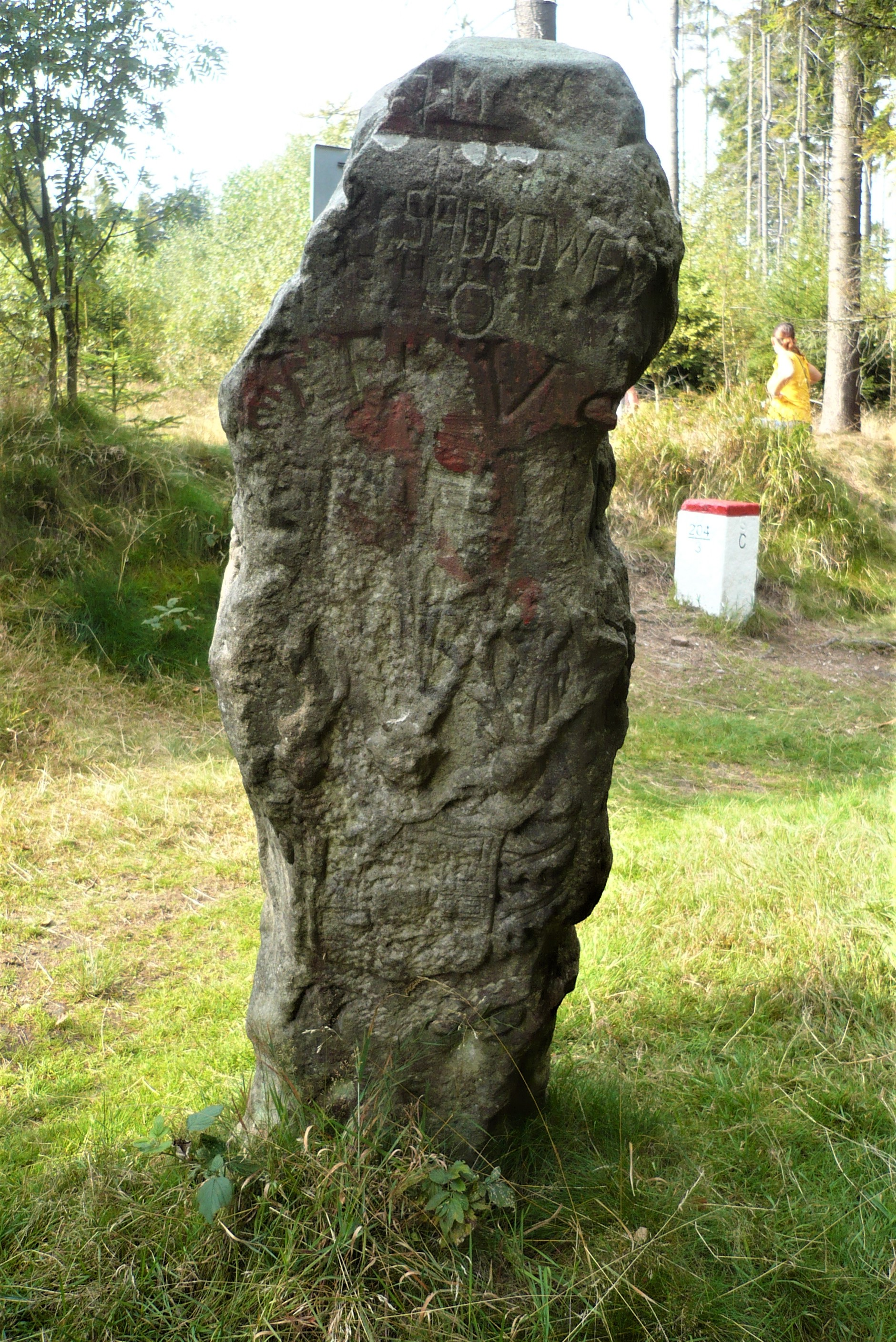
Trójpański Kamień
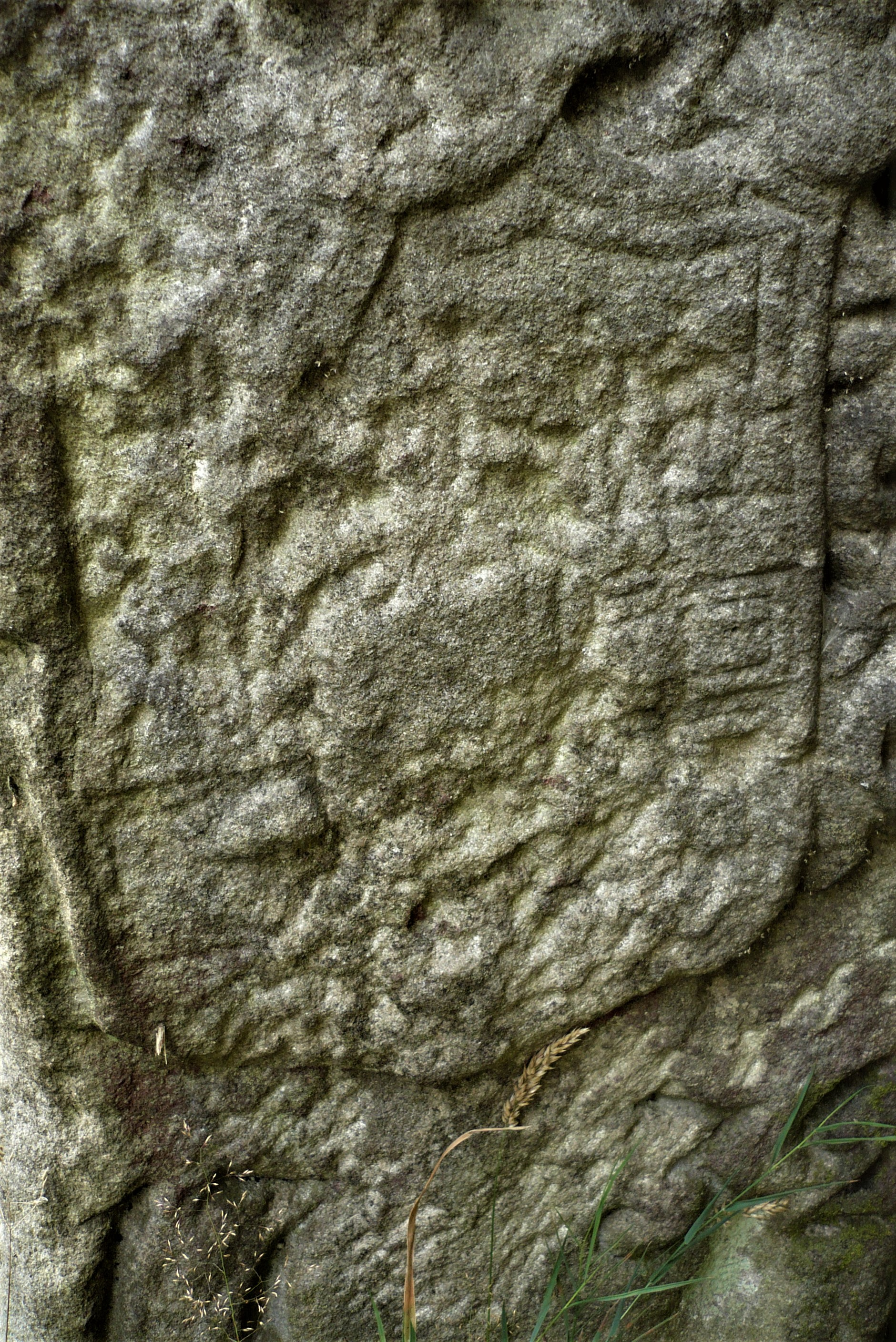
Trójpański Kamień
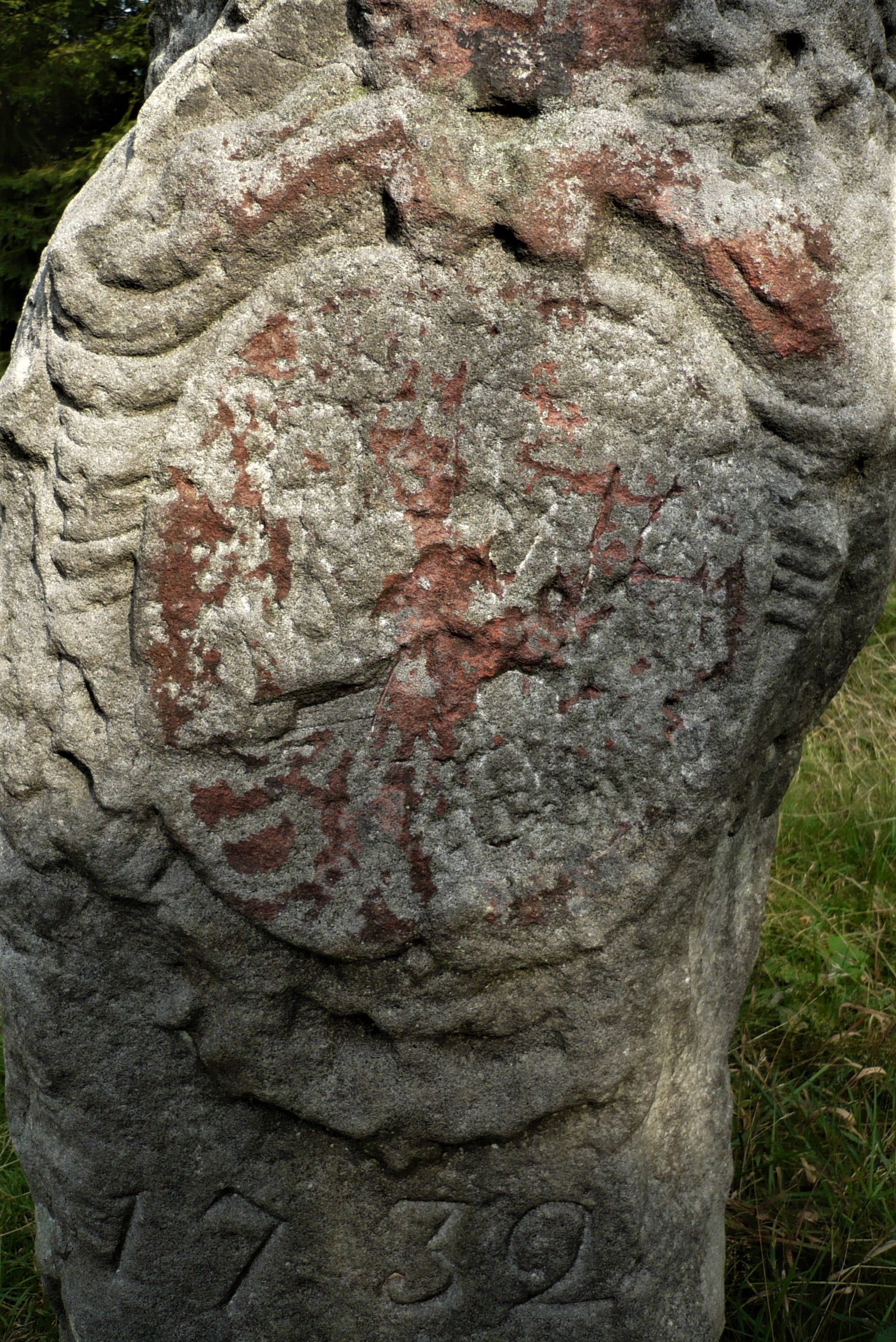
Trójpański Kamień
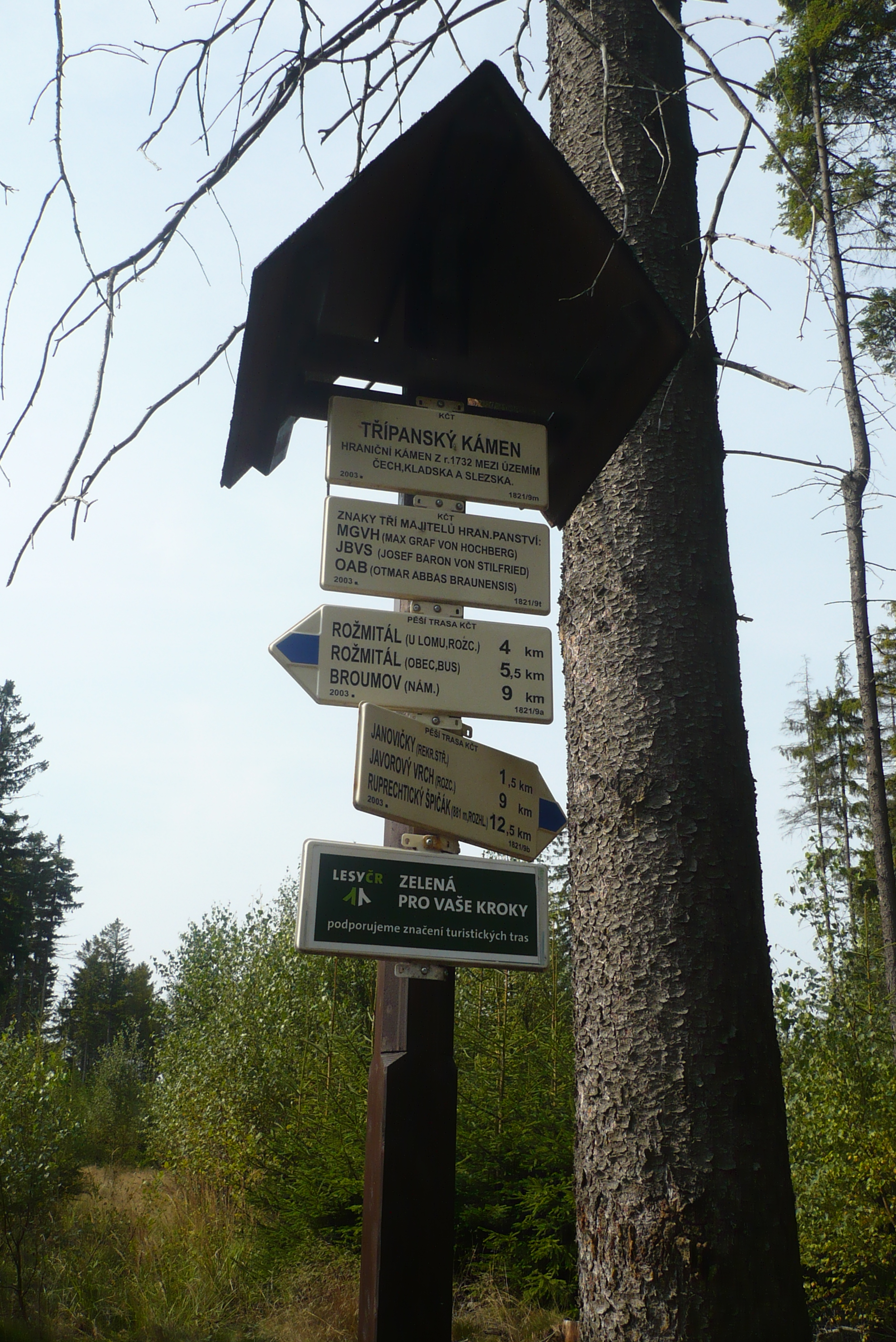
Opis na znaku w Czechach